# Gazzetta di Mantova
Die Gazzetta di Mantova ist eine in Mantua primär für die Provinz Mantua erscheinende Tageszeitung. Sie erschien erstmals 1664 als Wochenzeitung. Damit ist sie vermutlich die älteste immer noch in Druckform erscheinende Zeitung weltweit. Das politisch links von der Mitte stehende Blatt ist mit einer Auflage von etwa 12.000 Exemplaren die bedeutendste Lokalzeitung für die Provinz Mantua.

## Geschichte
La Gazzetta di Mantova (im folgenden: Gazzetta) wurde 1664 zunächst als Wochenzeitung gegründet. Damit ist sie weltweit eine der ersten Zeitungen und die heute am längsten ununterbrochen bestehende Zeitung, die noch auf Papier gedruckt erscheint.

### Von der Gründung bis zum Risorgimento (1664–1861)

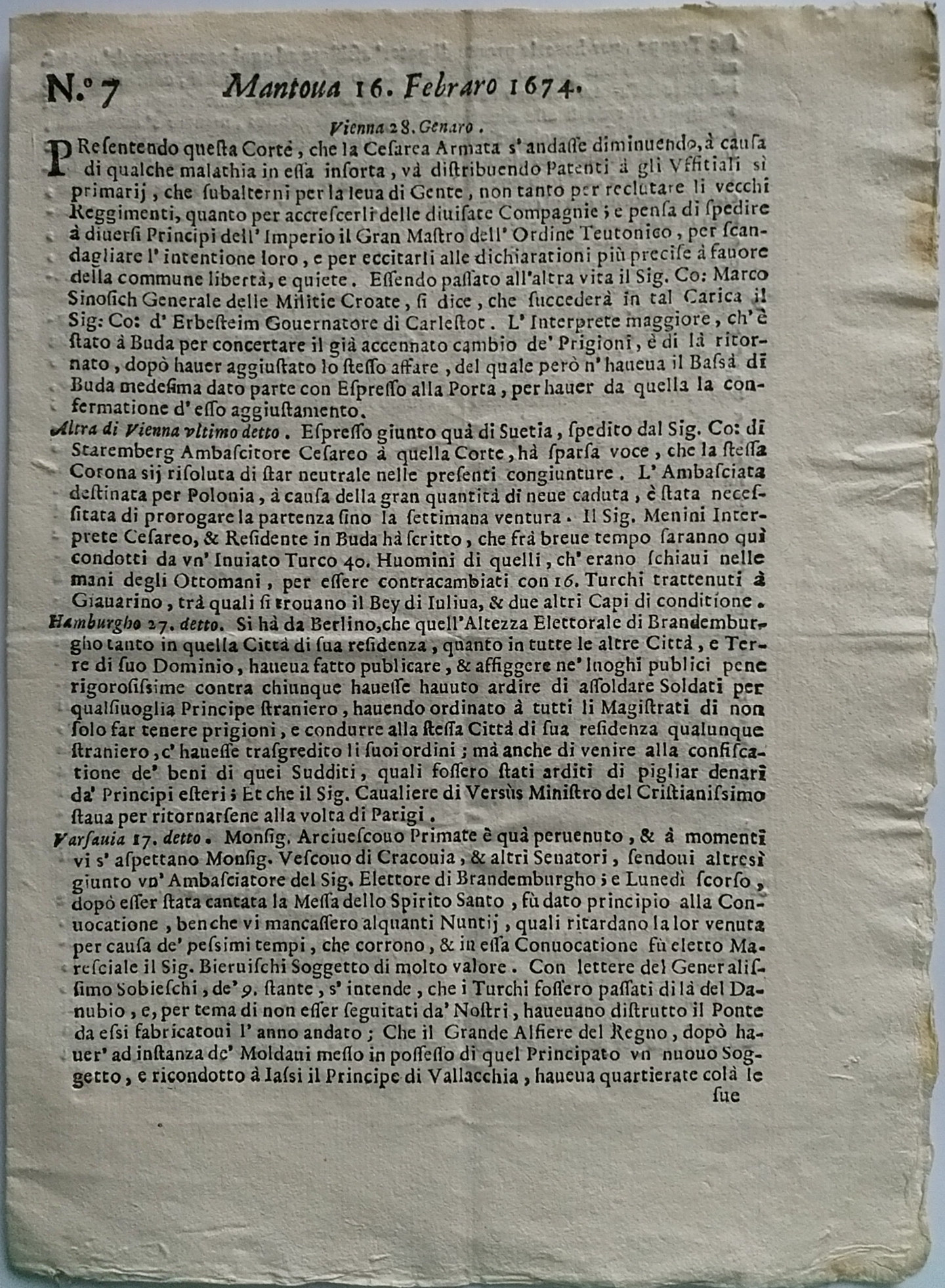
Titelseite der Ausgabe vom 16. Februar 1674

Im Zuge von Mitte des 17. Jahrhunderts in europäischen Städten – Mailand, Genua, Florenz, Neapel, Turin, Bologna, Modena, Rimini, Hamburg, Venedig, Köln, Paris, Wien, Rom – aufkommenden Zeitungen kommissionierte Carlo II. von Mantua die Familie Ossana mit dem Druck einer solchen für seinen Herrschaftsbereich. Die Erstausgabe der Gazetta di Mantova erschien im Juni 1664 auf einem in der Mitte gefalteten Blatt Papier, welches beidseitig bedruckt war. Damit verfügte sie über vier Seiten zu je 17 ×  24 cm², die fast ausschließlich mit Kurznotizen (französisch brèves) über als berichtenswert befundene Ereignisse gefüllt waren.
Ab 3. April 1711 erschien die Gazzetta zweispaltig. Am 10. Februar 1741 erschien unter dem Titel Ragguagli universali di Europa e di altri luogi (deutsch „Umfassende Berichte aus Europa und anderen Orten“) erstmals eine längere Abhandlung verschiedener Berichte anderer Gazetten, sozusagen ein Pressespiegel.

### Von der Vereinigung Italiens bis zum Ende des Faschismus (1861–1946)

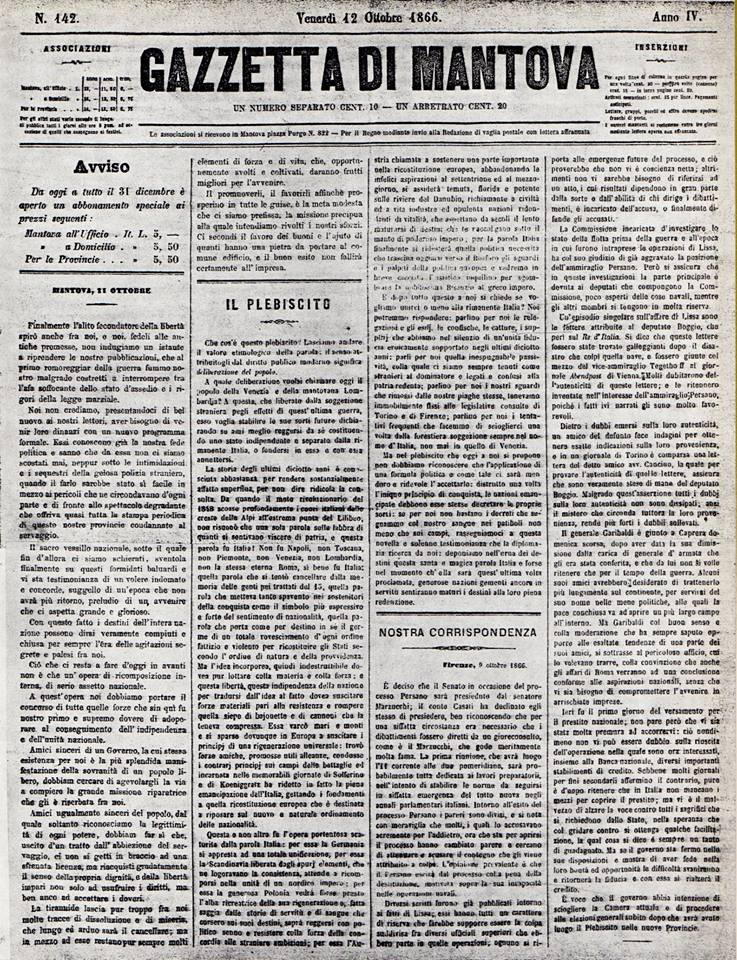
Erste Ausgabe nach der Eingliederung des Fürstentums in das Königreich Italien, 12. Oktober 1866

Ab 1862 erschien die Gazetta als Tageszeitung.

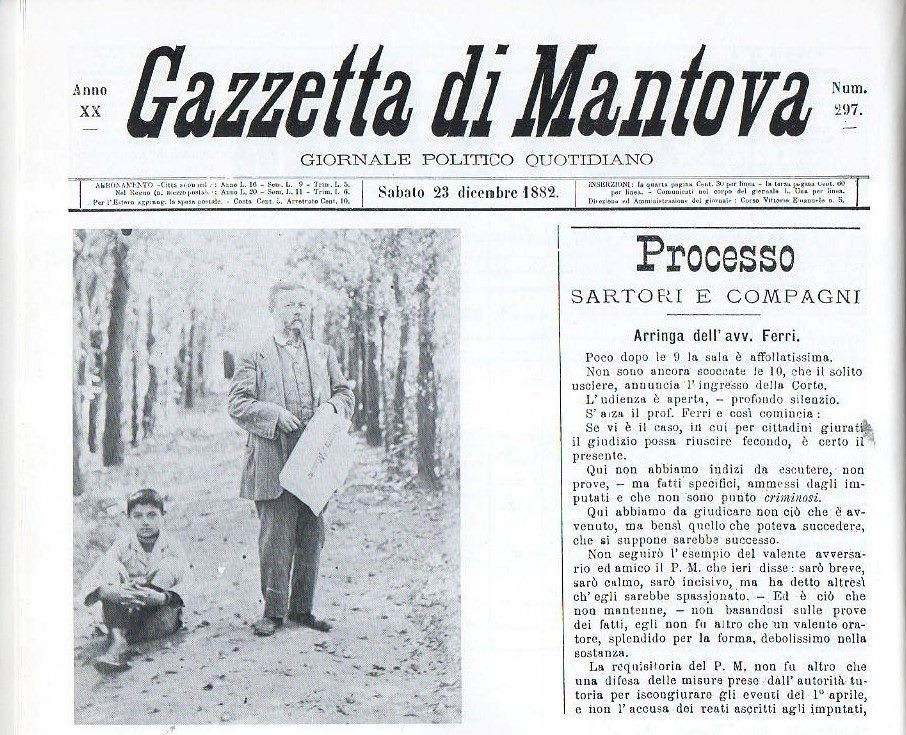
Titelseite der Ausgabe vom 23. Dezember 1882

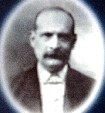
Alessandro Luzio, Chef vom Dienst, 1882–89

1882 wurde Alessandro Luzio Chefredakteur für eine Dekade der Gazzetta. Luzio steuerte das Blatt auf Konfrontationskurs gegen die republikanisch gesinnte Mehrheit in der Lombardei, wo Mantua eine „rote Hochburg“ war. Er agitierte gegen die Bauernaufstände von La Boje und gewann dennoch Leserschaft in moderaten Mengen hinzu. Die Gazzetta erhielt sogar bescheidene nationale Aufmerksamkeit.
Nach dem Risorgimento konkurrierte die Gazzetta mit dem sozialdemokratischen Blatt La Provincia di Mantova und der katholischen Gazette Il Cittadino di Mantova, welche eine Speerspitze des Antisemitismus war. Die Gazzetta wandte sich wie La Provincia di Mantova gegen Antisemitismus, was für sie schwierig war, weil sie sich dezidiert gegen das Freimaurertum wandte und Il Cittadino di Mantova ihren Antisemitismus auch mit Freimaurerfeindlichkeit verband.
In der Zeit des Faschismus durfte die Gazzettta nicht mehr erscheinen, als einzige Lokalzeitung erschien La Voce di Mantova (im folgenden: La Voce). Erst am 21. Juli 1946 erschien die erste postfaschistische Ausgabe der Gazzetta.

### Nach dem Zweiten Weltkrieg (ab 1946)
Nach dem Zweiten Weltkrieg erschien das Blatt zunächst als Organ der Comitato di Liberazione Nazionale; das inhaltliche Format der Gazzetta nahm in groben Zügen die heutigen Einteilungen an: (Nationale und internationale) Politik, Lokalnachrichten, Kultur und Sport.
Transnationale Aufmerksamkeit bekam die Gazzetta nach dem schweren Unfall bei der Mille Miglia 1957. Der Ferrari 335S von Alfonso de Portago war aufgrund eines Achsschadens von der Straße abgekommen und in eine Zuschauergruppe gerast, wobei neben de Portago und seinem Beifahrer neun Menschen getötet wurden. Zwei Reporter der Gazzetta waren als erste am Unfallort und dokumentierten ihn photografisch.
Als eine der ersten italienischen Gazetten stellte die Gazzetta früh im 3. Jahrtausend ein umfangreiches Online-Angebot ein. Dies zahlte sich im Juli 2014 aus, als beim Hochwasser in der Provinz im Juli 2014 die Auflage kurzzeitig Auflage auf 214.000 Exemplare hochschnellte.

### Gegenwart
Heute ist die Gazzetta neben La Voce und der Gratiszeitung prima MANTOVA eine von drei Lokalzeitungen in der Provinz Mantua.

## Ökonomie
Die Gazzetta gehörte Anfang des 21. Jahrhunderts zur GEDI Gruppo Editoriale, wurde aber zum 1. Oktober 2023 an die Gruppo Editoriale Athesis abgegeben. Gedruckt wird sie in Pessano con Bornago.

### Reichweite
Ende 2023 wurden etwa 12.000 Exemplare der Gazzetta verbreitet, davon rund 11.000 als Printmedium, wovon 138 als Werbeexemplare in den Umlauf gerieten. Damit hat sich die Auflage innert 17 Jahren auf fast ein Drittel reduziert. Die Leserschaft der Gazette liegt jedoch wesentlich höher: 2021 waren es um 166.000 Leser. Damit ist die Gazetta in der Provinz Mantua mit 57,2 % Marktanteil (32 Exemplare pro 1000 Einwohner) bei den Tageszeitungen Marktführer.
| Zeitraum | verbreitete Auflage | Quelle     |
| -------- | ------------------- | ---------- |
| 1995     | 35.497              | [ 13 ]     |
| 1996     | 36.714              | [ 14 ]     |
| 1997     | 36.627              | [ 14 ]     |
| 1998     | 37.149              | [ 14 ]     |
| 1999     | 37.740              | [ 15 ]     |
| 2000     | 37.015              | [ 16 ]     |
| 2001     | 37.470              | [ 17 ]     |
| 2002     | 35.854              | [ 17 ]     |
| 2003     | 35.810              | [ 17 ]     |
| 2004     | 35.871              | [ 18 ]     |
| 2005     | 35.221              | [ 19 ]     |
| 2006     | 34.389              | [ 20 ]     |
| 2007     | 33.813              | [ 20 ]     |
| 2008     | 32.847              |            |
| 2009     | 32.690              |            |
| 2010     | 31.415              |            |
| 2011     | 29.332              |            |
| 12/2012  | 26.559              | [ 21 ]     |
| 08/2013  | 26.332              | [ 22 ]     |
| 2014     | 23.821              | [ Anm. 6 ] |
| 07/2014  | 24.014              | [ 23 ]     |
| 2015     | 22.268              |            |
| 12/2016  | 21.840              | [ 24 ]     |
| 07/2017  | 20.448              |            |
| 07/2018  | 19.165              | [ 25 ]     |
| 03/2018  | 19.629              |            |
| 07/2019  | 17.146              | [ 26 ]     |
| 07/2020  | 16.429              | [ 27 ]     |
| 11/2021  | 15.658              | [ 11 ]     |
| 12/2021  | 14.807              | [ 28 ]     |
| 08/2022  | 13.221              | [ 29 ]     |
| 01/2023  | 12.986              | [ 30 ]     |
| 09/2023  | 12.067              |            |

### Politische Ökonomie
Die Gazzetta steht im Grundsatz eher auf der Seite der politischen Linken – laut Deutschlandfunk ist sie im „Linksliberalismus“ zu verorten – und bildet damit lokal die journalistische Antipodin zum Konkurrenzblatt La Voce.

## Belege
1. ↑  Mario Infelise: Le origini della gazzetta e l’informazione a Mantova in Antico Regime. Hrsg.: Daniela Ferrari, Cesare Guerra (= Gazzetta di Mantova. 1664–2014 trecentocinquant’anni avanti). Publi Paolini, Mantua 2014, ISBN 978-88-95490-62-5, S. 17–22, hier S. 19 (italienisch).
2. 1 2  Ernst-Ulrich Grosse: Evolution et typologie des genres journalistiques: Essai d’une vue d’ensemble. In: Semen. Nr. 13, 10. November 2001, ISSN 1957-780X, doi:10.4000/semen.2615 (französisch, openedition.org [abgerufen am 28. November 2023]).
3. 1 2  Mario Infelise: Le origini della gazzetta e l’informazione a Mantova in Antico Regime. Hrsg.: Daniela Ferrari, Cesare Guerra (= Gazzetta di Mantova. 1664–2014 trecentocinquant’anni avanti). Publi Paolini, Mantua 2014, ISBN 978-88-95490-62-5, S. 17–22, hier S. 20 (italienisch).
4. 1 2 3 4  Alessandro Metlica: Il fantasma dell'unità: riletture del Risorgimento tra Grande Guerra e fascismo. Hrsg.: Pellegrino Favuzzi, Alessandro Metlica (= L'ippogrifo). Mimesis, Mailand 2013, ISBN 978-88-575-1403-1, Il Risorgimento austriacante di Alessandro Luzio, S. 121–137, 125 (italienisch).
5. 1 2  Ulrich Wyrwa: Antisemitic Agitation and the Emergence of Political Catholicism in Mantua around 1900. In: Quest. Issues in Contemporary Jewish History. 5. Juli 2012, abgerufen am 28. November 2023 (amerikanisches Englisch).
6. 1 2  N. N.: Gazzetta di Mantova. In: Biblioteca Teresiana. Abgerufen am 5. Dezember 2023 (italienisch).
7. 1 2 3 4 5  Thomas Migge: Älteste Zeitung Italiens – Zwischen Tradition und Moderne. In: Deutschlandfunk. 23. September 2014, abgerufen am 12. Dezember 2023.
8. 1 2  Valeria Dalcore: Una mostra celebra i 350 anni della Gazzetta di Mantova. In: Corriere della Sera. 2. September 2014, abgerufen am 6. Dezember 2023 (italienisch).
9. ↑  PrimaOnline: La Gazzetta di Mantova passa al gruppo Athesis. A Mamoli l'interim della direzione. In: Prima Comunicazione. 29. September 2023, abgerufen am 12. Dezember 2023 (italienisch).
10. ↑  Accertamenti Diffusione Stampa: Settembre 2023 Quotidiani, Edizioni settimanali di quotidiani. In: Accertamenti diffusione stampa. Abruf am 4. Dezember 2023 (italienisch).
11. 1 2  Cristina Nadotti: Riciclare conviene: Batte al Nord il cuoro della carta italiana. (PDF; 379 kB) In: Gazzetta di Mantova. Unione Nazionale Imprese Recupero e Riciclo Maceri, 18. November 2021, abgerufen am 12. Dezember 2023 (italienisch).
12. ↑  Lorenzo Ruffino: La diffusione dei giornali cartacei in Italia. In: YouTrend. 3. Juni 2022, abgerufen am 12. Dezember 2023 (italienisch).
13. ↑  Frederico Megna, Maurizio Gennaro, Arcangelo Iannace, Patricia Alessi: La stampa in Italia 1995–1998. Federazione italiana editori giornali, Roma 1999, S. 65 (italienisch, fieg.it [PDF]).
14. 1 2 3  Frederico Megna, Maurizio Gennaro, Arcangelo Iannace, Patricia Alessi: La stampa in Italia 1996–1999. Federazione italiana editori giornali, Roma 26. Januar 2000, S. 73 (italienisch, fieg.it [PDF]).
15. ↑  Frederico Megna, Maurizio Gennaro, Arcangelo Iannace, Patricia Alessi: La stampa in Italia 1997–2000. Federazione italiana editori giornali, Roma 2001, S. 71 (italienisch, fieg.it [PDF]).
16. ↑  Frederico Megna, Maurizio Gennaro, Arcangelo Iannace, Patricia Alessi: La stampa in Italia 1997–2000. Federazione italiana editori giornali, Roma 2001, S. 71 (italienisch, fieg.it [PDF]).
17. 1 2 3  Frederico Megna, Maurizio Gennaro, Arcangelo Iannace, Patricia Alessi: La stampa in Italia 2001–2004. Federazione italiana editori giornali, Roma 2005, S. 79 (italienisch, fieg.it [PDF]).
18. ↑  Frederico Megna, Maurizio Gennaro, Arcangelo Iannace, Patricia Alessi: La stampa in Italia 2002–2005. Federazione italiana editori giornali, Roma 2006, S. 71 (italienisch, fieg.it [PDF]).
19. ↑  N. N.: La stampa in Italia 2005–2007. Federazione italiana editori giornali, Roma 8. März 2008, S. 75 (italienisch, fieg.it [PDF]).
20. 1 2  N. N.: La stampa in Italia 2006–2008. Federazione italiana editori giornali, Roma April 2009, S. 75 (italienisch, fieg.it [PDF]).
21. ↑  ADS: TIRATURE E DIFFUSIONI DI QUOTIDIANI E SETTIMANALI – DICEMBRE 2012. (XLSX; 30 kB) In: Federazione Italiana Editori Giornali. 7. Februar 2013, abgerufen am 18. Dezember 2023 (italienisch).
22. ↑  ADS: TIRATURE E DIFFUSIONI DI QUOTIDIANI E SETTIMANALI (luglio 2014). (XLSX; 32 kB) (deutsch: Druck und Verbreitung von Tages- und Wochenzeitungen (Juli 2014)). In: Federazione Italiana Editori Giornali. 10. Oktober 2013, abgerufen am 21. Dezember 2023 (italienisch).
23. ↑  ADS: TIRATURE E DIFFUSIONI DI QUOTIDIANI E SETTIMANALI (luglio 2014). (XLSX; 32 kB) (deutsch: Druck und Verbreitung von Tages- und Wochenzeitungen (Juli 2014)). In: Federazione Italiana Editori Giornali. 6. September 2013, abgerufen am 15. Dezember 2023 (italienisch).
24. ↑  ADS: TIRATURE E DIFFUSIONI DI QUOTIDIANI – DICEMBRE 2016. (XLS; 30 kB) (deutsch: Druckauflage und Verbreitung von Tageszeitungen - Dezember 2016). In: Federazione Italiana Editori Giornali. 8. März 2017, abgerufen am 15. Dezember 2023 (italienisch).
25. ↑  ADS: TIRATURE E DIFFUSIONI DI QUOTIDIANI (luglio 2018). (XLS; 33 kB) (deutsch: Druckauflage und Verbreitung von Tageszeitungen (Juli 2018)). In: Federazione Italiana Editori Giornali. 7. September 2018, abgerufen am 15. Dezember 2023 (italienisch).
26. ↑  ADS: TIRATURE E DIFFUSIONI DI QUOTIDIANI (luglio 2019). (XLS; 33 kB) (deutsch: Druckauflage und Verbreitung von Tageszeitungen (Juli 2019)). In: Federazione Italiana Editori Giornali. 10. September 2019, abgerufen am 19. Dezember 2023 (italienisch).
27. ↑  ADS: TIRATURE E DIFFUSIONI DI QUOTIDIANI (luglio 2020). (XLS; 33 kB) (deutsch: Druckauflage und Verbreitung von Tageszeitungen (Juli 2018)). In: Federazione Italiana Editori Giornali. 10. September 2020, abgerufen am 19. Dezember 2023 (italienisch).
28. ↑  ADS: TIRATURE E DIFFUSIONI DI QUOTIDIANI (dicembre 2021). (XLS; 33 kB) (deutsch: Druckauflage und Verbreitung von Tageszeitungen (Dezember 2021)). In: Federazione Italiana Editori Giornali. 8. Februar 2022, abgerufen am 19. Dezember 2023 (italienisch).
29. ↑  ADS: TIRATURE E DIFFUSIONI DI QUOTIDIANI (agosto 2022). (XLS; 49 kB) (deutsch: Druck und Verbreitung von Tageszeitungen (August 2022)). In: Federazione Italiana Editori Giornali. 10. Oktober 2022, abgerufen am 15. Dezember 2023 (italienisch).
30. ↑  ADS: TIRATURE E DIFFUSIONI DI QUOTIDIANI (gennaio 2023). (XLS; 49 kB) (deutsch: Druck und Verbreitung von Tageszeitungen (Januar 2023)). In: Federazione Italiana Editori Giornali. 9. März 2023, abgerufen am 19. Dezember 2023 (italienisch).
31. ↑  Serena Coschignano, Gosse Minnema, Chiara Zanchi: Explaining the distribution of implicit means of misrepresentation: A case study on Italian immigration discourse. In: Journal of Pragmatics. 213. Jahrgang, August 2023, ISSN 0378-2166, S. 107–125, hier S. 123, doi:10.1016/j.pragma.2023.06.002 (amerikanisches Englisch, elsevier.com [abgerufen am 28. November 2023]).